# Lukavec (Ivanec)
Lukavec je naseljeno mjesto u Republici Hrvatskoj u Varaždinskoj županiji. 

## Zemljopis
Administrativno je u sastavu grada Ivanca. Naselje se proteže na površini od 1,90 km². 

## Stanovništvo
Prema popisu stanovništva iz 2001. godine u Lukavcu živi 137 stanovnika i to u 32 kućanstva. Gustoća naseljenosti iznosi 72,11 st./km².
| broj stanovnika | 44    | 59    | 79    | 89    | 108   | 121   | 146   | 152   | 153   | 157   | 150   | 134   | 134   | 130   | 137   | 141   | 134   |
|                 | 1857. | 1869. | 1880. | 1890. | 1900. | 1910. | 1921. | 1931. | 1948. | 1953. | 1961. | 1971. | 1981. | 1991. | 2001. | 2011. | 2021. |